# Williamstown (Victoria)
Williamstown ist ein Stadtteil im Südwesten der australischen Metropole Melbourne, ungefähr acht Kilometer vom Stadtzentrum entfernt an der Hobsons Bay, einem Teil von Port Phillip.
Der Ort wurde nach dem englischen König Wilhelm IV. benannt.

## Geschichte
Die Gegend um Williamstown war ursprünglich von Aborigine vom Stamm der Kulin bewohnt. Wegen des natürlichen Hafens, über den der gesamte Warentransport für Melbourne abgewickelt wurde, siedelten sich bereits 1835 bei der Gründung Melbournes viele Einwanderer an. Im Jahre 1840 wurde der erste Leuchtturm errichtet. 1841 hatte Williamstown laut einer Volkszählung 259 Bewohner. Während des Victorianischen Goldrauschs erfuhr der Ort einen starken Wachstumsschub. 1850 wurde ein Postamt eröffnet. Um 1870 war Williamstown der wichtigste Hafen der Kolonie Victoria. 1904 war die Bevölkerung des Orts auf ca. 15.000 angewachsen. Nach dem Zweiten Weltkrieg wurden viele Immigranten aus Europa in Williamstown untergebracht.
Heute ist die Stadt gut aus Melbourne erreichbar: mit dem Auto über die West Gate Freeway, mit Zug der Williamstown line aus der Bahnhof Melbourne Flinders Street und auch mit der Fähre aus der Southbank in Melbourne über Yarra River.

## Persönlichkeiten
- Ethel Irene McLennan (1891–1983), Botanikerin, Mykologin und Hochschullehrerin
- Daniel Andrews (* 1972), Politiker